# Kobresia filifolia
Kobresia filifolia är en halvgräsart som först beskrevs av Porphir Kiril Nicolai Stepanowitsch Turczaninow, och fick sitt nu gällande namn av Charles Baron Clarke. Kobresia filifolia ingår i släktet sävstarrar, och familjen halvgräs. Inga underarter finns listade i Catalogue of Life.